# Clostera unicolor
Clostera unicolor är en fjärilsart som beskrevs av Edward Alfred Cockayne 1951. Clostera unicolor ingår i släktet Clostera och familjen tandspinnare. Inga underarter finns listade i Catalogue of Life.